# 100
Cette page concerne l'année 100  du calendrier julien. Pour l'année 100 av. J.-C., voir 100 av. J.-C. Pour le nombre 100, voir 100 (nombre).
L'année 100 est une année séculaire et une année bissextile qui commence un mercredi.

## Événements
- 1er septembre : début du consulat de Pline le Jeune. Il prononce le Panégyrique de Trajan le jour de son entrée en fonction[1].

- Début du règne de Kanishka, roi kouchan (fin en 126)[2]. Il favorise l'expansion du bouddhisme.

- Fondation de la colonie romaine de Colonia Marciana Traiana Thamugadi, moderne Timgad en Algérie actuelle par le légat Lucius Munatius Gallus[3]. La ville est construite sur un plan orthogonal. Trajan favorise, en Afrique, la création de grandes propriétés dont le rendement important met en difficulté les petites exploitations[4].

## Décès en 100
- Quintilien, rhéteur (né v. 30).
- Flavius Josèphe, historien juif (37-100).